# UFC Fight Night: Volkov vs. Struve
UFC Fight Night: Volkov vs. Struve var en MMA-gala som arrangerades av Ultimate Fighting Championship och ägde rum 2 september 2017 i Rotterdam i Nederländerna. 

## Resultat
1. ↑  Catchweight 159 lbs.'"`UNIQ--ref-00000004-QINU`"'